# Orgosolo

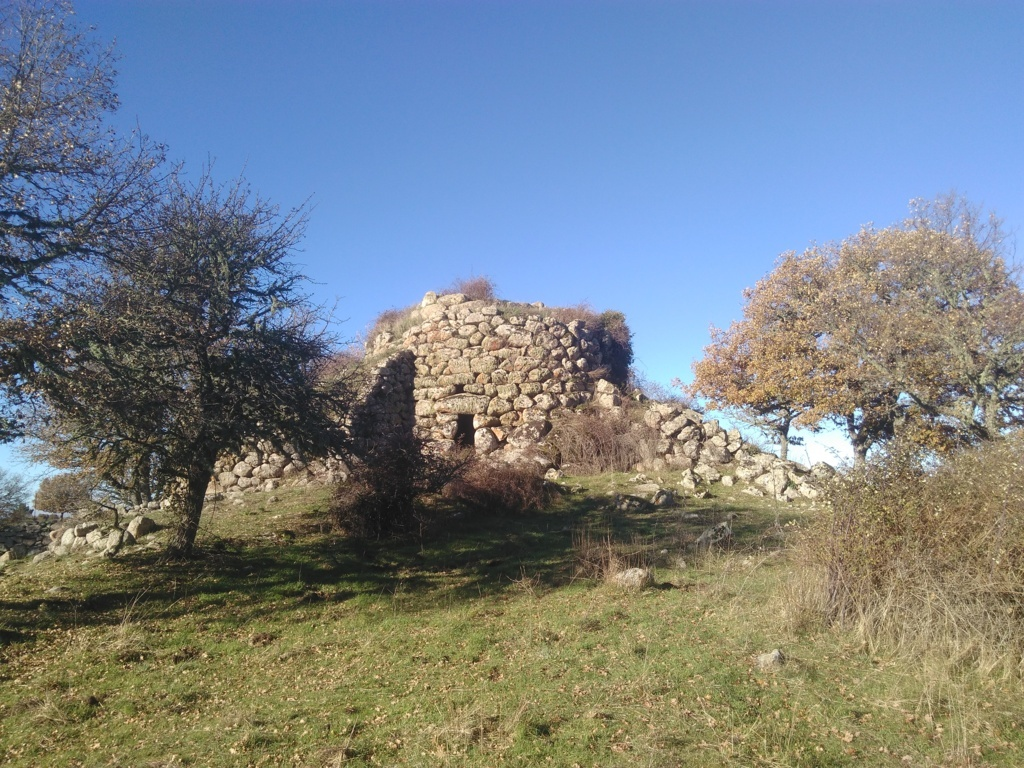
Il nuraghe Duvilinò, nell'altopiano di Pradu

Orgosolo (Orgòsolo in sardo) è un comune italiano di 3 852 abitanti, che si trova a 620 metri sul livello del mare in provincia di Nuoro, nella regione della Barbagia di Nuoro.

## Geografia fisica

### Territorio
Il territorio comunale è prevalentemente collinare e montuoso, l'unica area pianeggiante è la vallata di Locoe, lungo il corso del fiume Cedrino. L'altitudine varia dai 350–400 m di quest'ultima fino ai 1400 m delle prime propaggini della catena del Gennargentu. Tra i rilievi principali sono da segnalare Monte Novo San Giovanni (1316 m), Monte Fumai (1316 m), Punta Sa Pruna (1416 m) e il Monte Armario (1433 m), la cima più alta del comune. Il paese e i suoi dintorni sono caratterizzati da spettacolari paesaggi naturali, da tradizioni e costumi di gran fascino. Il territorio comunale è molto vasto e ha un'estensione di 223,66 km², comprendente una piccola frazione, in località Galanoli, a sei km dal centro principale lungo la strada provinciale per Mamoiada.

## Origini del nome
Il suo nome potrebbe derivare, secondo gli studiosi, dal toponimo protosardo orgosa che significa "territorio umido, ricco d'acqua".

## Storia

### Preistoria ed età nuragica
Il territorio di Orgosolo è stato frequentato dall'uomo già in epoca preistorica, le prime attestazioni risalgono infatti all'età neolitica. Viene datato a questo periodo un piattino in clorite proveniente da Locoe, oggi esposto al Museo archeologico nazionale di Nuoro. La presenza neolitica è testimoniata anche da numerosi resti ceramici, microliti geometrici e punte di freccia in ossidiana. È da segnalare inoltre la presenza di numerosi monumenti megalitici, sono stati infatti censiti 17 Menhir, nelle zone denominate Gorthene, Locoe, Galanoli, Sa Lhopasa e un Dolmen in località Oleìli. Nel territorio orgolese sono presenti anche una sessantina di domus de janas e tra queste sono particolarmente significative la necropoli di Oreharva con 15 tombe e quella di Sirilò con 9 grotticelle funerarie.
Del successivo periodo nuragico vi sono tantissime testimonianze. Il numero dei nuraghi si aggira intorno alle 30 unità, di cui solo alcuni appaiono ben conservati. La zona dell'altipiano di Pradu sembra essere quella con una maggiore densità archeologica relativa a questo periodo, si contano in quest'area ben 15 nuraghi, 8 tombe dei giganti, una fonte sacra, un recinto megalitico e una decina di insediamenti. Il più conosciuto e visitato è il nuraghe Mereu, nel cuore del Supramonte, ma sono da segnalare per la loro importanza anche il nuraghe Duvilinò e il nuraghe Ruiu.

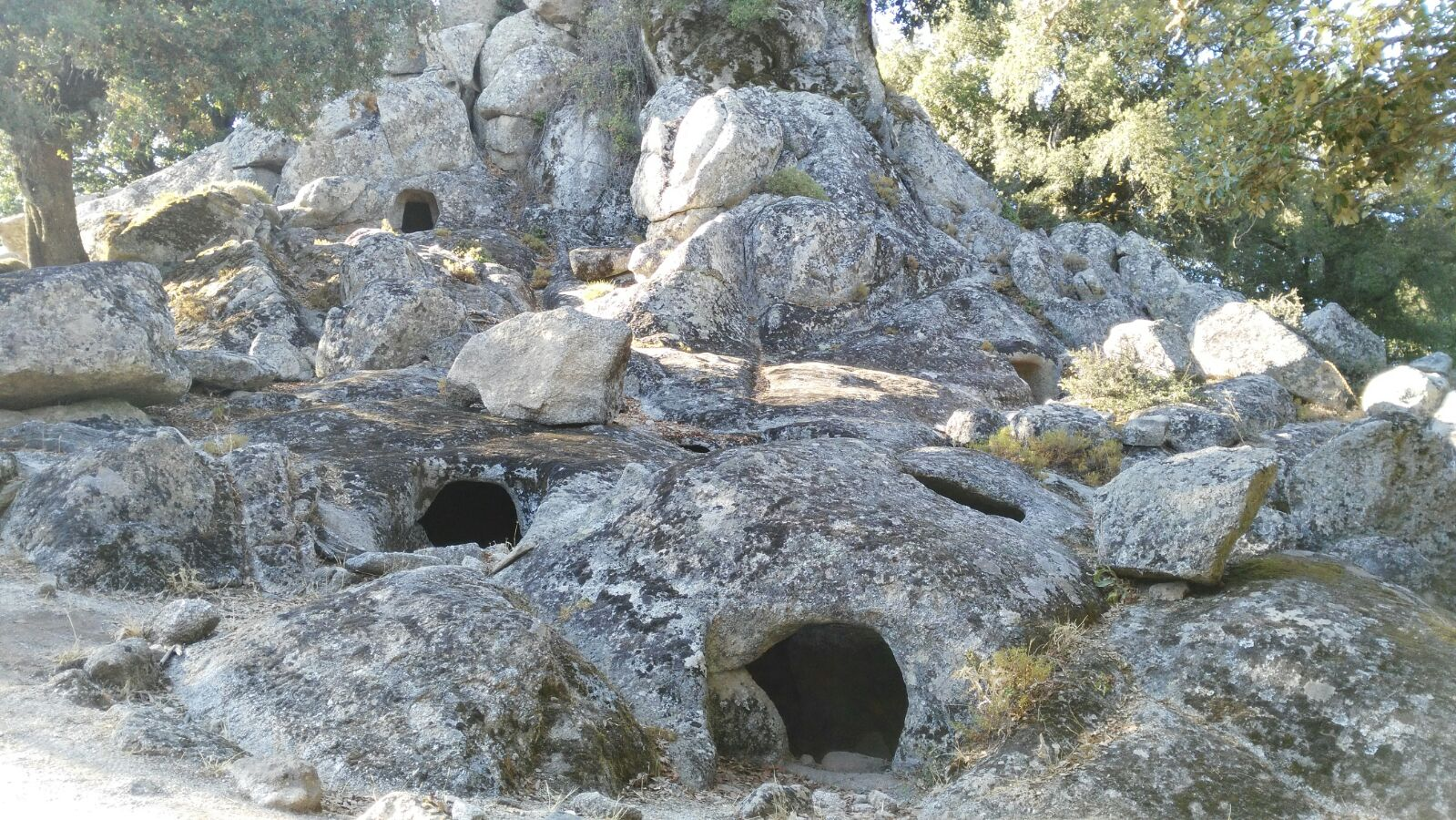
Sirilò, domus de janas

### Età punica e romana
Ceramiche puniche sono state rinvenute in due vani di tipo abitativo nel sito di Sirilò, datate tra VI e IV secolo a.C. Uno di questi ambienti ha restituito anche frammenti di un vaso attico a figure rosse, rappresentante scene di palestra, visibile oggi al Museo archeologico di Nuoro. Testimonianze di età punica sono presenti anche nel sito di Urulu, già frequentato in età nuragica, dove sono state rinvenute 9 monete in bronzo.
Dell'epoca romana non sono visibili tracce rilevanti, ma sono comunque diversi i reperti relativi a quest'epoca rinvenuti nel territorio. In località Urulu sono stati ritrovati numerosi materiali di età imperiale, tra cui contenitori in bronzo e una ventina di monete. Monete romane sono state rinvenute anche nella zona di Locoe, nei pressi del nuraghe Ghirghinnari. Sono da segnalare poi una brocca in lamina bronzea da Monte Novo San Giovanni e grandi contenitori fittili per derrate da Monte Fumai. È stato documentato inoltre il riutilizzo di una tomba dei giganti in età imperiale a Sa Senepida, nel Supramonte. Sempre nel Supramonte, a Campu Donianicaru, in un villaggio di precedente impianto nuragico vi sono diverse tracce di affioramenti murari pertinenti a fasi romane.

### Medioevo
In relazione al periodo alto-medievale, sono da segnalare nel territorio di Orgosolo numerosi ritrovamenti ceramici, spesso in siti già frequentati in età nuragica e romana. Frammenti ceramici di quest'epoca sono emersi a Monte Novo San Giovanni, e nelle località Locoe, Urulu, Lucuriai, Sirilò. Un altro indizio che fa supporre una presenza bizantina è il gran numero di chiese destinate a santi del menologio orientale. Tra quelle ancora aperte al culto si segnalano le chiese di Sant'Antonio Abate, San Nicola di Mira, Sant'Anania, San Michele Arcangelo. Di tante altre ne rimangono le rovine o ne è stato tramandato il ricordo come ad esempio Sant'Elia, Sant'Elena, Santa Caterina di Alessandria, Sant'Andrea, Sant'Antioco, la cappella di San Giovanni Battista.
Nonostante questi elementi, le prime attestazioni riguardanti il villaggio di Orgosolo si trovano nelle fonti soltanto verso la metà del Trecento. L'attestazione più antica risale al 1328, quando la villa (appartenente alla curadorìa di Nuoro) viene assegnata in feudo a Mariano IV d'Arborea da parte di suo padre Ugone II. Nelle Rationes Decimarum, i registri su cui si annotavano le decime da versare alla Santa Sede, è citata relativamente agli anni 1341 e 1348, la villa di Orgosolo, appartenente alla Diocesi di Suelli, nelle forme arcaiche Orgusula e Orgosuli. In un altro documento di tipo ecclesiastico, la Taxationis benefficiorum regni Sardiniae, datato tra 1345 e 1352, viene menzionata l'ecclesia Santi Petri de Orgoseli. Nel 1388, i rappresentanti di Orgosolo compaiono fra i firmatari dei trattati di pace fra Eleonora d'Arborea e il re Giovanni I di Aragona.
Il documento del 1328 consente di localizzare il villaggio nel giudicato di Torres, giacché la concessione a Mariano IV specificava quali possedimenti erano localizzati nel territorio dell'Arborea storico, e quali invece provenivano da conquiste verso altri giudicati, nell'ottica espansionistica che caratterizzò il rennu arborense tra la fine del XIII e la prima metà del XIV secolo. La posizione geografica di Orgosolo era strategica, in un punto in cui andavano ad incontrarsi i regni di Torres, Gallura e Cagliari. Nel trattato di pace del 1388, la villa compare all'interno della curatoria di Dore, insieme a tutte le altre ville un tempo appartenenti alle curatorie di Ottana, Nuoro e Sarule. In quanto ai confini diocesani, si evince dunque un'eccezione alla consuetudine che, per un accordo tra autorità civile e religiosa, coincidevano solitamente con il territorio politico del giudicato.

### Dominazioni Aragonese, Spagnola e Savoia
Nel 1420 Orgosolo passò al Regno di Sardegna per essere ceduto di volta in volta alle varie famiglie nobiliari sarde come gli Alagon, i Cubello, i Carroz e i Silva. In questo periodo si iniziano ad avere i primi dati sulla popolazione del villaggio, ricavati dai censimenti fiscali. Nel censimento del 1497, Orgosolo contava 203 uomini. Per tutto il 1500 il paese conobbe un forte incremento demografico, fino ad arrivare nel 1589 a contare 906 fuochi, un numero che faceva di Orgosolo il settimo centro della Sardegna per popolazione. Nel corso del 1600 si invertì la tendenza e per quasi tutto il secolo il villaggio perse abitanti. Nel 1678 si toccò il punto più basso, dal censimento venivano infatti segnalati solamente 332 fuochi. Vent'anni dopo, nel 1698, si ebbe un netto miglioramento: i dati indicano una popolazione di 750 uomini e 778 donne, divisi in 487 fuochi. In questi numeri bisognava probabilmente comprendere una parte degli abitanti di Locoe, villa a pochi km a nord del paese spopolata in quegli anni, i cui abitanti superstiti si divisero tra Oliena e Orgosolo. Nel 1724 Orgosolo ottenne dal marchesato di Orani la cessione perpetua dei terreni appartenuti al villaggio disabitato di Locoe. Gli importanti avvenimenti che investirono la Sardegna fra la fine del Settecento e i primi dell'Ottocento, come i moti anti-feudali e lo stesso Editto delle Chiudende non ebbero particolare rilevanza nella società orgolese, che continuava a basarsi su un'economia prevalentemente di sussistenza, legata alla pastorizia transumante, che sfruttava da sempre le terre pubbliche comunitarie.

### Epoca moderna

#### Antonia Mesina
Una delle figure più rappresentative di Orgosolo è quella della giovane martire Antonia Mesina, proclamata beata da Papa Giovanni Paolo II il 4 ottobre 1987. Antonia nacque a Orgosolo il 21 giugno 1919 e fin da giovanissima entrò a far parte della Gioventù Femminile dell'Azione Cattolica. La giovane orgolese subì il martirio, lottando fino alla morte per opporsi a un tentativo di violenza sessuale da parte di un compaesano, e morì lapidata il 17 maggio 1935. In questa data viene celebrata la festività liturgica che prevede varie iniziative civili e religiose. Le spoglie della ragazza sono custodite in una cripta presso la chiesa parrocchiale del SS. Salvatore a Orgosolo, sito che è visitato da numerosi pellegrini.

#### Rivolta di Pratobello
Il 27 maggio del 1969 sui muri del paese viene affisso dalle autorità un avviso in cui si invitano i pastori che operano nella zona di Pratobello di trasferire il bestiame altrove perché, per due mesi, quell'area sarà adibita a poligono di tiro e di addestramento dell'Esercito Italiano. Il 19 giugno 3.500 cittadini di Orgosolo iniziano l'occupazione dei campi nella località di Pratobello. Dopo alcuni giorni di occupazione, nei quali non si verificò alcun episodio di violenza, l'esercito si ritirò.

### Simboli
(D.P.R. del 19 dicembre 1988)
Il gonfalone è un drappo troncato di giallo e di azzurro.

## Monumenti e luoghi d'interesse

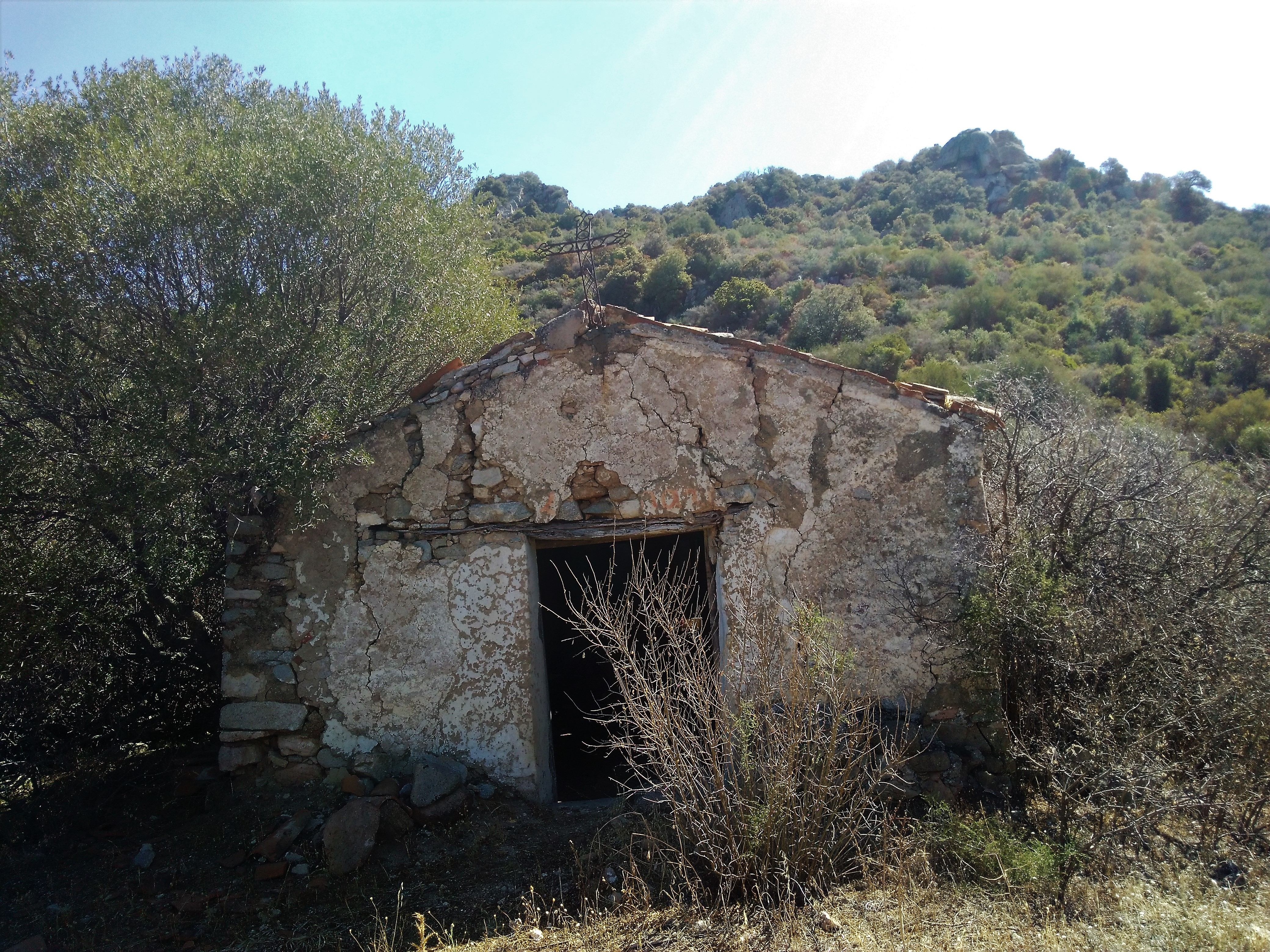
La chiesa di San Leonardo, un tempo parrocchiale del villaggio di Locoe

### Architetture religiose
Orgosolo conta un gran numero di chiese, sia all'interno del centro abitato che nelle sue immediate vicinanze. La maggior parte degli edifici sono stati realizzati a cavallo dei secoli XIV-XVI. In ambito urbano sono presenti otto chiese, quasi tutte aperte al culto:
- Santu Perdu (San Pietro Apostolo), dedicata al patrono e chiesa parrocchiale (XIV sec.[18])
- Sant'Antoni ‘e Su Ohu (Sant'Antonio Abate), la più antica, risalente al XIV secolo circa[15]
- Sant'Antoni ‘e Padua (Sant'Antonio da Padova) (XVI sec.)
- Santa Gruhe (Santa Croce)
- Santu Nihola (San Nicola di Mira), del secolo XV
- Nostra Sennora (L'Assunta), 1634
- Sa Lhesia Nova (SS. Salvatore), realizzata nel sec. XX
- Chiesa dello Spirito Santo, presso la frazione di Galanoli (sec. XX)

Nel nucleo urbano o nei suoi pressi risultavano presenti altre chiese ormai scomparse, dedicate a S. Elia, San Sebastiano, e San Giovanni Battista.
Numerose anche le chiese campestri:
- Sant'Antiolhu (Sant'Antioco)
- Santu Micheli (San Michele Arcangelo), sul monte Lisorgoni, che domina l'abitato (XV sec.)
- Santu Nanìu (SS. Anania ed Egidio)
- Santu Malhu (San Marco), a poca distanza dall'abitato, sulla periferia sud
- Santu Lenardu (San Leonardo), era la chiesa parrocchiale del villaggio di Locoe, abbandonato tra XVII e XVIII secolo
- Santu Paule (San Paolo), anch'essa in territorio di Locoe
- Sant'Elene (Sant'Elena)

Fuori dal nucleo urbano, si erge una edicola votiva in ceramica dedicata alla Madonna della Guardi, realizzata dallo scultore sardo Marco Silecchia.

### Siti e località di interesse archeologico
Domus de janas
- Domus de janas di Oreharva
- Domus de janas di Sirilò
- Domus de janas di Sa Lhopasa
- Domus de janas di Tettene
- Domus de janas di Istovuzzi
- Domus de janas di Pandelai

Nuraghi
- Nuraghe Bidunì
- Nuraghe Burdu
- Nuraghe Carchinarzu
- Nuraghe Chirisunie
- Nuraghe de Lacana
- Nuraghe Donori
- Nuraghe Duvilinò
- Nuraghe Filigai
- Nuraghe Funtana Bona
- Nuraghe Funtana Fritta
- Nuraghe Ghirghinnari
- Nuraghe Giuanne Puddu
- Nuraghe Gorroppu
- Nuraghe Ilole
- Nuraghe Lartiò
- Nuraghe Lollovè
- Nuraghe Luilìe

- Nuraghe Maninturtiò
- Nuraghe Manurrìe
- Nuraghe Mereu
- Nuraghe Olai
- Nuraghe Orghe
- Nuraghe Oroldi
- Nuraghe Ortotidda
- Nuraghe Urulu
- Nuraghe Ospo
- Nuraghe Pighisone
- Nuraghe Ruju
- Nuraghe Sa Senepida
- Nuraghe Sirilò
- Nuraghe Talasuniai
- Nuraghe Sa Lhopasa

### Il Supramonte

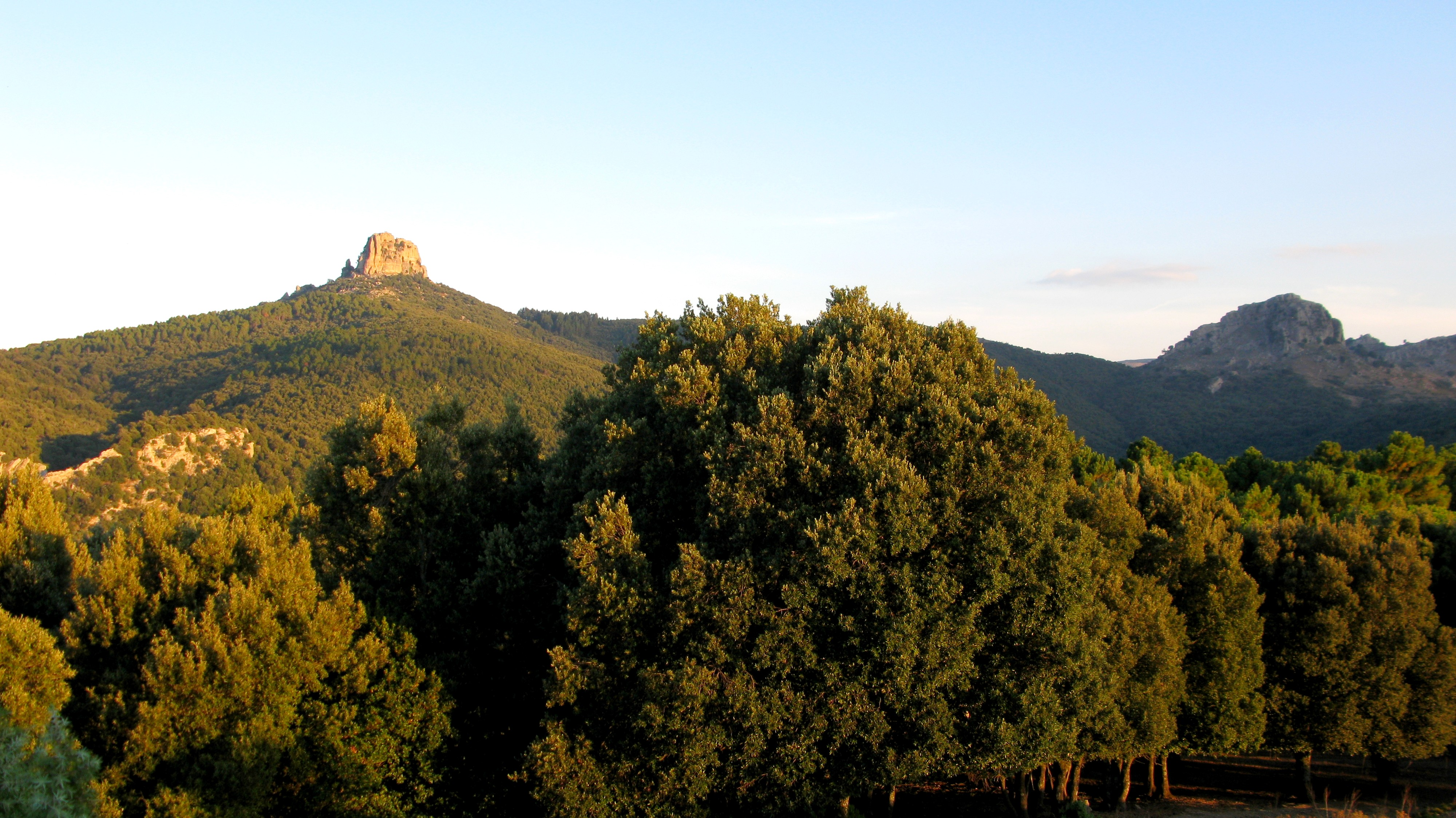
Monte Novo San Giovanni (a sinistra) e monte Fumai

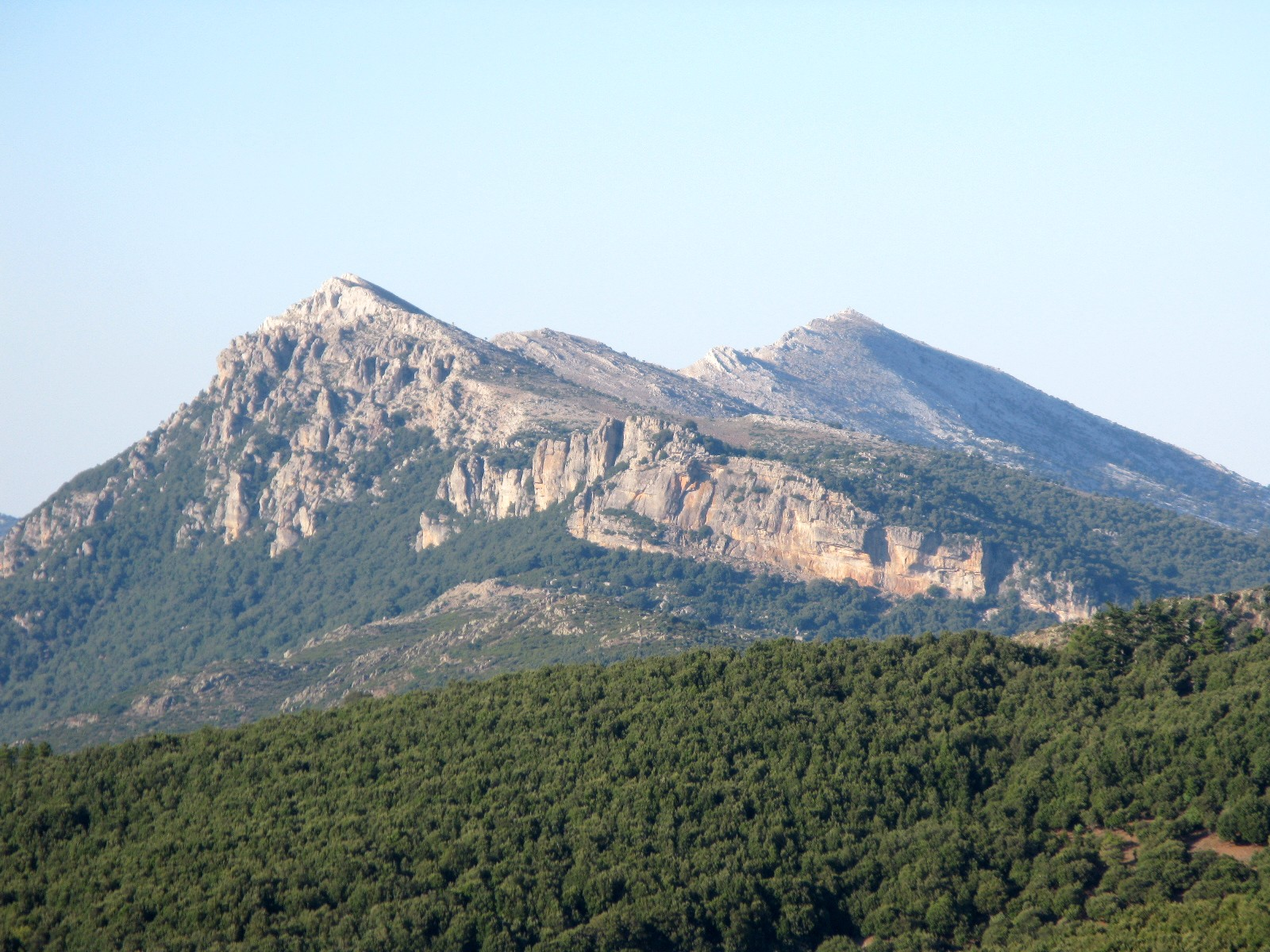
Punta Sa Pruna

L'area orgolese del Supramonte ha una estensione di quasi 3500 ettari. Si tratta di un altopiano montuoso, profondamente interessato da fenomeni carsici che vedono la presenza di numerose grotte, doline (imponente è quella di “Su Suercone” o “Sielhone” in orgolese, con un diametro di circa 500 metri) e gole, fra le quali la spettacolare gola di Gorropu, una profonda depressione creata dal Rio Flumineddu con pareti verticali di 400 metri. A causa della mancanza di sorgenti o di portata rilevante, la presenza di acqua in questo territorio è assai scarsa, mentre le precipitazioni tendono a raccogliersi in piccole pozze rocciose naturali chiamate “Presethos”. Il paesaggio del Supramonte è caratterizzato dal colore bianco delle rocce calcaree che contraddistingue ampie distese pietrose che si alterna al verde del sottobosco e delle foreste di lecci. Si ritiene che nella zona denominata “Sas Baddes” sia ancora presente uno degli ultimi tratti di foresta primaria presenti in Europa. Oltre al leccio alcune fra le specie arboree tipiche del Supramonte sono il ginepro (Juniperus) e il tasso (Taxus baccata). Molto ricca anche la flora erbacea con rare specie spontanee alcune delle quali possono essere considerate endemiche. La fauna è molto varia ed è composta principalmente da cinghiali, volpi e mufloni, anche se non mancano specie meno comuni come martore, ghiri e gatti selvatici. Nel Supramonte trovano inoltre l'habitat numerose specie di volatili, principalmente rapaci come l'aquila reale, l'aquila del Bonelli, la poiana, il falco pellegrino, il gheppio e l'astore. In passato le pareti rocciose della zona vedevano la nidificazione del grifone (Gyps fulvus) e del gipeto (Gypaetus barbatus), detto anche “avvoltoio degli agnelli”. Da un punto di vista archeologico sono presenti rilevanti tracce umane risalenti al periodo nuragico e pre-nuragico, in particolare nei complessi nuragici del citato nuraghe “Mereu” e del nuraghe “Presethu Torthu”, caratterizzati dal colore bianco della pietra calcarea con cui sono stati realizzati. Pur essendo un territorio da sempre scarsamente popolato alcune zone del Supramonte orgolese sono state, storicamente, adibite all'allevamento dei suini e al pascolo degli ovini e dei caprini. A causa delle distanze e della mancanza di strade vere e proprie i pastori erano costretti a lunghe permanenze fuori del paese, servendosi unicamente dei tipici ovili in pietra e legno (“Huviles”), alcuni dei quali ancora presenti. Attualmente le attività legate alla pastorizia si sono notevolmente ridotte sul territorio, che per contro risulta molto frequentato da escursionisti, appassionati di trekking, di archeologia e speleologia.

### Murales
Il primo murale di Orgosolo fu realizzato nel 1969 dal gruppo Dioniso, un collettivo di anarchici milanesi. Qualche anno dopo, nel 1975, in occasione del trentennale della Liberazione dal nazifascismo, l'insegnante toscano Francesco Del Casino ed i suoi alunni della scuola media di Orgosolo realizzarono una dozzina di murales lungo il Corso Repubblica. Successivamente si iniziò a produrre murales di diversi contenuti anche in gruppi esterni alla scuola: il tema da trattare e l'esecuzione del lavoro veniva concordato con la popolazione, favorevolmente colpita dall'iniziativa. In seguito si aggiunse il contributo di molti altri artisti, fra i quali il pittore orgolese Pasquale Buesca e il gruppo culturale locale Le Api. I dipinti affrontano in genere problematiche legate alla popolazione locale e alla Sardegna, ma raccontano anche i principali avvenimenti storici e sociali italiani ed internazionali. Sono poi presenti numerosi omaggi a personaggi e intellettuali del '900. Al momento si contano ad Orgosolo più di 200 murales che ormai fanno parte integrante dell'immagine del paese, attirando ogni anno migliaia di turisti da tutto il mondo.

## Società

### Evoluzione demografica
Abitanti censiti

### Lingue e dialetti
La variante del sardo parlata a Orgosolo è il nuorese barbaricino.

## Cultura

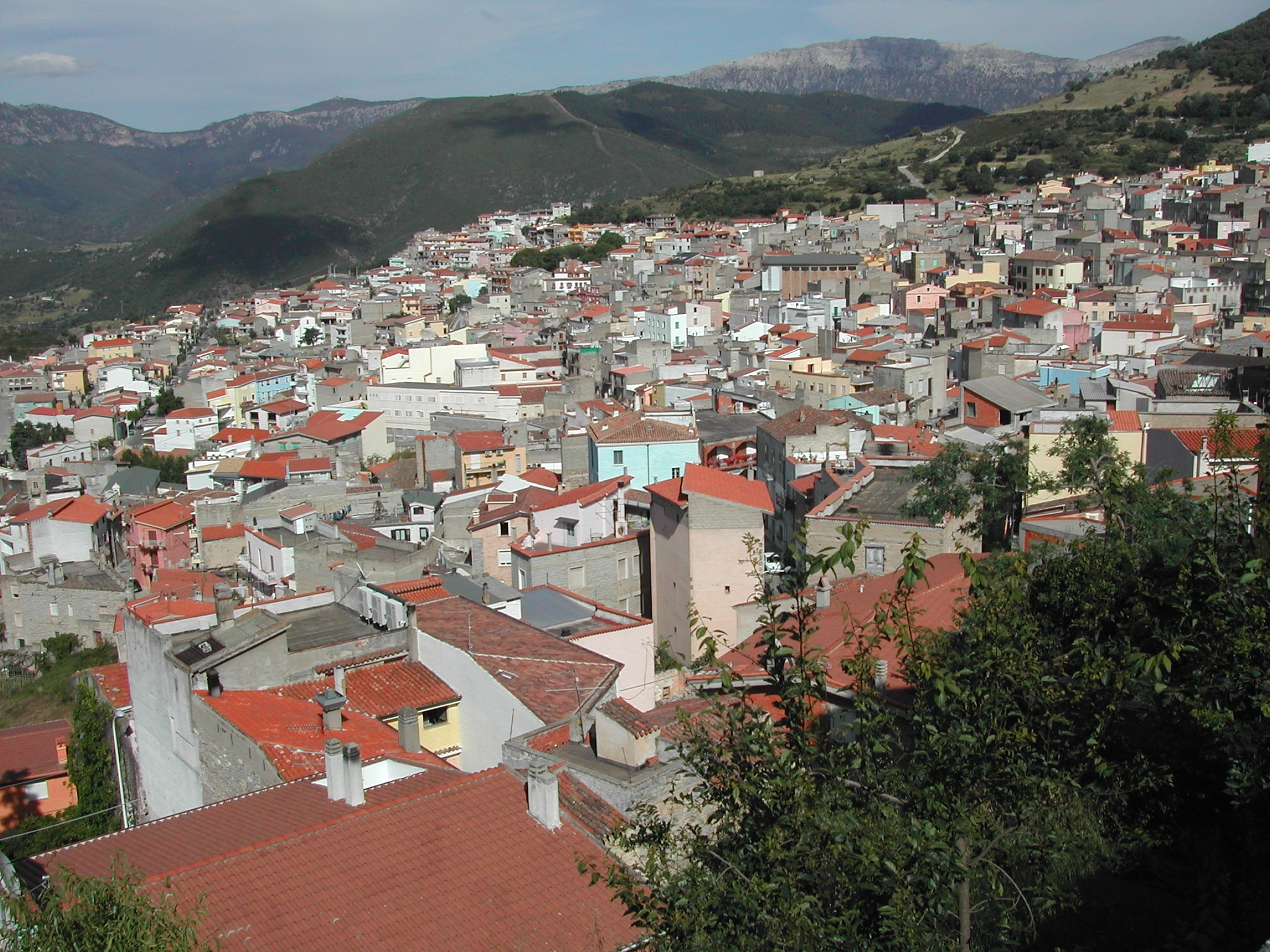
I tetti di Orgosolo

### Festività religiose
Nonostante il patrono sia San Pietro (con novena, messa e processione), la festa più sentita in paese è quella di Nostra Sennora de Mesaustu, la Madonna Assunta, che si svolge il 15 agosto. In tale occasione sfila una bellissima e solenne processione, con cavalli e abiti tradizionali per portare nelle vie del paese la statua della Madonna dormiente, molto pesante e per questo sorretta da 4 uomini a spalla. La festa continua poi con sa vardia, corsa equestre con i cavalli che vengono lanciati a coppie o a gruppi di tre e su cui i cavalieri si esibiscono in acrobazie spesso rischiose, soprattutto perché la corsa si svolge sull'asfalto cittadino. La festa religiosa prevede due distinte novene nella chiesa dell'Assunta, mentre i festeggiamenti civili si sviluppano nell'arco di circa dieci giorni, dal 13 al 23 agosto. Il 23, giorno de S'ottada, il paese partecipa nuovamente alla processione, stavolta notturna, in cui comunque non mancano i cavalli e i colori degli abiti tradizionali. Altre ricorrenze religiose molto importanti per la comunità sono la festa di Sant'Antoni de su 'ohu (S. Antonio Abate) il 17 gennaio, con l'accensione dei tradizionali fuochi in onore del santo, la festa di Santu Malhu (S. Marco) il 25 aprile, dove dopo la messa viene offerta ai fedeli sa ita, che consiste nel dono di un pane tradizionale e di un pezzo di carne. Dopo anni di oblio è stata recentemente ripresa la festa di Santu Sidore (Sant'Isidoro), protettore de sos massaios (i contadini), con la suggestiva processione dei carri trainati dai buoi.
Particolarmente sentita è la festività religiosa e civile dedicata a Santu Nanìu e S. Ziliu (SS. Anania ed Egidio), che cade la prima domenica di giugno. La tradizione vuole che i due santi, Egidio (vescovo) e Anania ( un soldato o un conte), siano stati martirizzati nel 300 d.C., mentre tentavano di convertire le popolazioni dell'interno ancora pagane. In località Berghìe, 2 km a sud del paese sorge la chiesa a loro dedicata, nel luogo dove avrebbero ricevuto la morte. Non sono menzionati in nessun documento storico, né nel Martirologio Geronimiano né nelle Passiones. Il martirio dei due santi è attestato da un'iscrizione rinvenuta nella chiesa, insieme a due urne di pietra contenenti le reliquie. Il rinvenimento avvenne a seguito di una disposizione dell’arcivescovo di Cagliari Ambrogio Machin, che il 15 settembre del 1632, ordinò al vicario di Galtellì Agostino Pischedda di procedere alla ricerca di corpi santi nella chiesa orgolese. Il risultato degli scavi si troverebbe in un registro dell’archivio arcivescovile di Cagliari. Diversi studiosi hanno dimostrato che l'epigrafe sia falsa e che non possa riferirsi all'età paleocristiana. Anche Dionigi Bonfant già nel 1635 parlava di "invencion de los sagrados cuerpos". L’origine dell’iscrizione sembrerebbe perciò da inserire nell’ambito dello scontro tra le diocesi di Cagliari e di Sassari per contendersi il primato ecclesiastico dell’isola. Lotta che divenne particolarmente serrata nel XVII secolo, quando gli arcivescovi delle due città si impegnarono in una assurda gara alla ricerca delle spoglie di presunti martiri. Si riteneva infatti che un numero maggiore di ritrovamenti in un capo piuttosto che nell’altro sarebbe stato sufficiente a riconoscere la supremazia di una sede su quella rivale. Un'ulteriore prova sul coinvolgimento di Orgosolo nella contesa tra le due diocesi, viene dalla partecipazione di una rappresentanza orgolese alla cerimonia di traslazione delle reliquie dei martiri dalla necropoli di S. Saturnino alla cattedrale di Cagliari. La presenza dei fedeli orgolesi non era casuale, infatti fra le 179 nicchie del santuario dei martiri della chiesa cagliaritana, due sono dedicate a S. Anania e S. Egidio.

### Eventi culturali
Dal 2006 si svolge a Orgosolo il Festival della Scienza, che si propone di utilizzare la cultura popolare come chiave verso il sapere scientifico. Orgosolo partecipa inoltre al circuito delle sagre autunnali denominato "Autunno in Barbagia", curato dall'A.S.P.E.N. (Azienda Speciale Promozione Economica Nuorese). La tappa orgolese è chiamata Gustos e Nuscos (aromi e sapori) e si tiene solitamente nel mese di ottobre.

### L'abito tradizionale

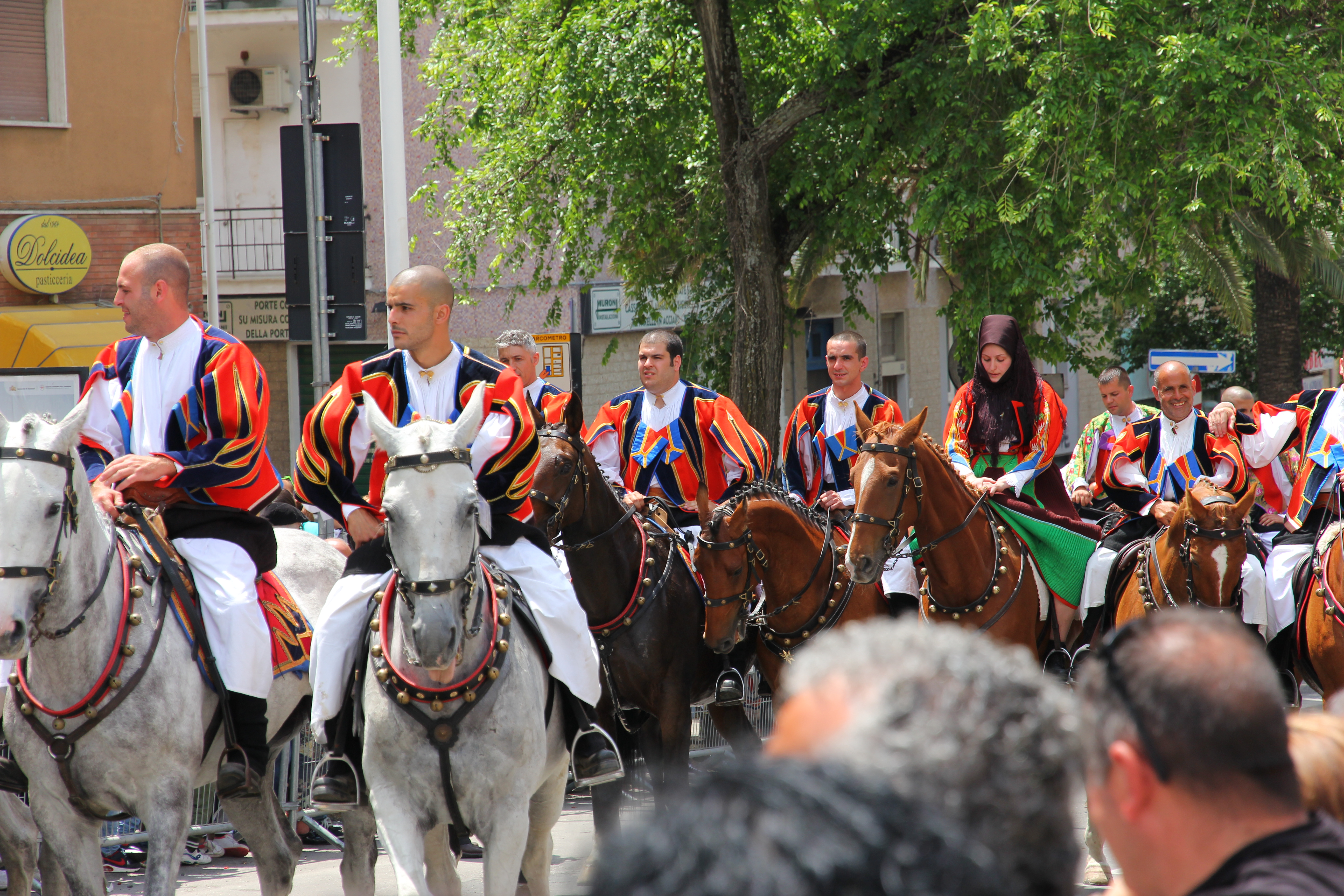
Cavalieri di Orgosolo in abito tradizionale

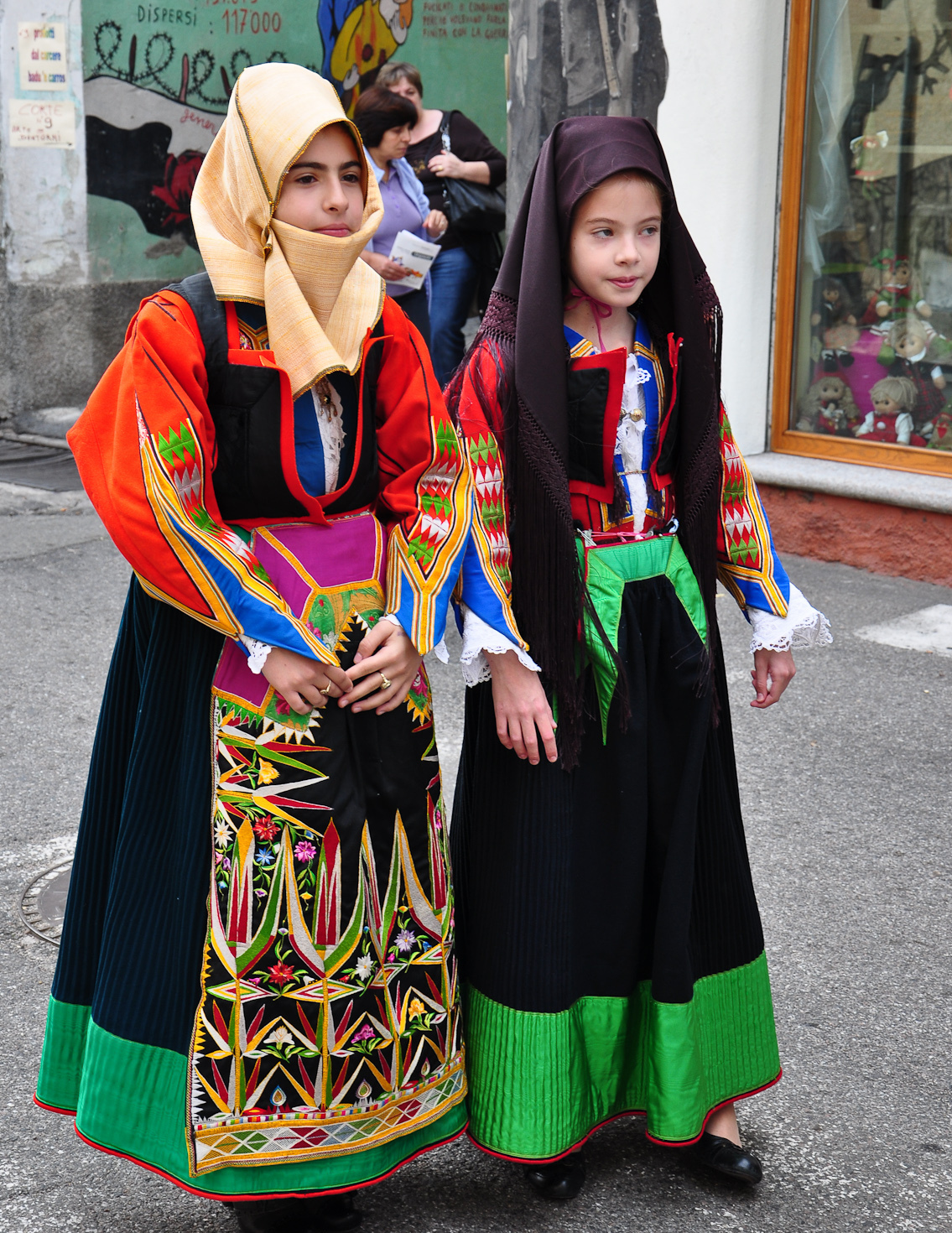
Abito tradizionale femminile

L'abito tradizionale (su hustumene) è custodito gelosamente da quasi tutte le famiglie orgolesi e viene indossato in occasione di alcune cerimonie e festività. Fino agli inizi del XX secolo ha rappresentato l'unico abito usato da tutta la popolazione. Si tratta di un abito piuttosto austero, soprattutto quello femminile, anche se ricchissimo dal punto di vista dei ricami e dei colori. L'abito maschile comprende sa berrita, il copricapo, su zippone (la giacca), sa hamisa (camicia), sa vraha (una specie di gonnellino in orbace) sos cartzones (pantaloni in tela) e sas harthas (una sorta di soprascarpe). I principali elementi dell'abito da donna sono su lionzu, un fazzoletto o benda in seta gialla che funge da copricapo, il giubbetto (su zippone), una camicia bianca ricamata, su sahittu e sa veste, una serie di tre gonne (non sempre indossate assieme), e s'antalena, uno splendido grembiule adornato di broccati e ricami di tipo floreale. Questi abiti vengono cuciti ancora oggi da ricamatrici locali e hanno un elevato costo di realizzazione.

### L'allevamento del baco da seta
A Orgosolo si tramanda da tempo immemore una tradizione antichissima, la bachicoltura, un'attività scomparsa quasi ovunque ma che nel paese barbaricino ancora resiste e si tramanda. Già nel 1837, Vittorio Angius descriveva questa attività, affermando che "È ignoto quando questa specie fu introdotta, e le donne orgolesi abbiano imparato a far quanto fanno per ridurre i bozzoli in fazzoletti e in veli o bende, come esse dicono." Il baco da seta, chiamato in dialetto orgolese “Su Ermeddu”, viene allevato al fine di ricavare la seta usata per la realizzazione del citato copricapo femminile del costume (“Su Lionzu”). Da alcuni anni, nel corso della rassegna “Autunno in Barbagia” è aperto un laboratorio in cui vengono illustrate ai visitatori le varie fasi dell'allevamento dei bachi e le operazioni di tessitura e colorazione della seta.

### Canto a tenore
A Orgosolo la tradizione del canto a tenore è molto viva. Le quattro voci che compongono il coro sono la voce solista ("Sa Vohe"), la contra ("Sa Hontra"), una voce di tipo baritonale, il basso ("Su Bassu") e la mezza-voce ("Sa Mesu Vohe").. A certificare l'importanza di questa espressione artistica, presso la casa Mesina nel centro storico del paese, è presente un centro di documentazione dedicato al patrimonio culturale del canto a tenore.

#### Cori a Tenore
- Coro di Orgosolo, attivo fra gli anni '50 e '70 del secolo scorso
- Gruppo Rubanu, gruppo che collaborò con il contrabbassista jazz Marcello Melis
- Gruppo Mesina
- Tenore Sa Cumpanzia
- Coro Supramonte
- Tenore Antonia Mesina
- Tenore 'Untana Vona
- Tenore Murales

## Amministrazione
| Periodo         | Periodo         | Primo cittadino           | Partito                          | Carica  | Note   |
| --------------- | --------------- | ------------------------- | -------------------------------- | ------- | ------ |
| 23 aprile 1995  | 16 aprile 2000  | Mariantonia Podda         | liste civiche di centro-sinistra | Sindaco | [ 33 ] |
| 16 aprile 2000  | 8 maggio 2005   | Pasquale Mereu            | centro                           | Sindaco | [ 34 ] |
| 8 maggio 2005   | 30 maggio 2010  | Francesco Giuseppe Meloni | lista civica                     | Sindaco | [ 35 ] |
| 30 maggio 2010  | 31 maggio 2015  | Dionigi Deledda           | lista civica "Pro Orgosolo"      | Sindaco | [ 36 ] |
| 31 maggio 2015  | 5 giugno 2016   | Dionigi Deledda           | lista civica "Per Orgosolo"      | Sindaco | [ 37 ] |
| 5 giugno 2016   | 11 ottobre 2021 | Dionigi Deledda           | lista civica "Orgolesi"          | Sindaco | [ 38 ] |
| 11 ottobre 2021 | in carica       | Pasquale Mereu            | lista civica "Aunios"            | Sindaco | [ 39 ] |

## Sport
Lo sport a Orgosolo trova la sua massima diffusione nel calcio, nella pallavolo e nel softball. Le squadre locali fanno parte della Polisportiva Supramonte, una società nata nel 1969, che annovera circa 300 iscritti. Le strutture sportive comprendono un campo di calcio, alcuni campi da tennis, una palestra polivalente coperta e un campo da softball, che nel 1996 ospitò alcuni incontri del Campionato Europeo di Softball, categoria giovanile. La squadra di softball femminile rappresenta il paese nel Campionato Italiano di Softball e milita nella Serie A2, girone A con il Cagliari Baseball Softball e i Tigers Cagliari Softball.